# Infiniminer
Infiniminer es un videojuego multijugador basado en bloques, de tipo mundo abierto o Sandbox en que el jugador es un minero que debe conseguir minerales cavando en la superficie del mapa. Se asocia generalmente con Minecraft, ya que Markus Persson tuvo la idea original de crear ese juego después de jugar una partida de Infiniminer. Fue desarrollado originalmente por Zachtronics Inc. y publicado en pequeñas actualizaciones durante abril y mayo de 2009. La idea original del juego era hacer competencias en equipo, donde el objetivo es localizar y excavar los metales preciosos y traerlos a la superficie para ganar puntos.

Poco después de su lanzamiento, Zachtronics no continuó con el desarrollo del videojuego y el código fuente fue liberado, lo que generó nuevos juegos basados en Infiniminer.